# Finał Pucharu Ligi Polskiej 2000
Finał Pucharu Ligi Polskiej 2000 – mecz piłkarski kończący rozgrywki Pucharu Ligi Polskiej 1999/2000 oraz mający na celu wyłonienie triumfatora tych rozgrywek, pomiędzy Legią Warszawa a Polonią Warszawa. Mecz został rozegrany 25 kwietnia 2000 roku na Stadionie Wojska Polskiego w Warszawie. Trofeum po raz 1. wywalczyła Polonia Warszawa.

## Droga do finału
| Legia Warszawa | Legia Warszawa | Legia Warszawa | Runda    | Polonia Warszawa | Polonia Warszawa      | Polonia Warszawa |
| Data           | Przeciwnik     | Wynik          | Runda    | Data             | Przeciwnik            | Wynik            |
| -------------- | -------------- | -------------- | -------- | ---------------- | --------------------- | ---------------- |
| 01.09.1999     | Ruch Chorzów   | 0:0            | I runda  | 01.09.1999       | Stomil Olsztyn        | 3:2              |
| 04.09.1999     | Ruch Chorzów   | 2:0            | I runda  | 05.09.1999       | Stomil Olsztyn        | 0:1              |
| 06.10.1999     | ŁKS Łódź       | 1:1            | II runda | 05.10.1999       | Wisła Kraków          | 3:0              |
| 10.10.1999     | ŁKS Łódź       | 2:1            | II runda | 10.10.1999       | Wisła Kraków          | 2:2              |
| 22.03.2000     | Pogoń Szczecin | 4:0            | Półfinał | 21.03.2000       | Odra Wodzisław Śląski | 0:0              |
| 05.04.2000     | Pogoń Szczecin | 1:1            | Półfinał | 04.04.2000       | Odra Wodzisław Śląski | 4:0              |

## Tło
Dla Legii Warszawa i Polonii Warszawa była to pierwsza szansa na zdobycie trofeum w sezonie 1999/2000. Nie było zdecydowanego faworyta meczu, lecz w lepszej sytuacji w tabeli ligowej była drużyna Czarnych Koszul.

## Mecz

### Przebieg meczu
Mecz odbył się 25 kwietnia 2000 roku o godz. 20:00 na Stadionie Wojska Polskiego w Warszawie. Sędzią głównym spotkania był Andrzej Czyżniewski. Wynik meczu został otwarty już w 34. minucie, kiedy po ładnej akcji drużyny Czarnych Koszul gola zdobył Igor Gołaszewski. W 38. minucie po faulu drużyny Czarnych Koszul na Jacku Bednarzu został podytkowany rzut karny, którego na gola zamienił Sylwester Czereszewski, doprowadzając tym samym do wyrównania 1:1.
W 90. minucie zawodnik drużyny Czarnych Koszul Przemysław Boldt wykonał rzut wolny, po czym piłka po odbiciu się od jednego z zawodników drużyny Wojskowych wpadła do ich bramki i ustalił tym samym wynik 2:1 dla swojej drużyny.

### Szczegóły meczu
| 25 kwietnia 2000 20:00 | Legia Warszawa · Czereszewski 38' (k.) | 1:21:1Raport | Polonia Warszawa · 34' Gołaszewski · 90' Boldt | Stadion Wojska Polskiego, Warszawa Widzów: 9 000 Sędzia: Andrzej Czyżniewski (Gdańsk) |
|                        |                                        |              |                                                |                                                                                       |

| Legia Warszawa:  |  |                        |  |     |
|                  |  |                        |  |     |
| BR               |  | Zbigniew Robakiewicz   |  |     |
| OB               |  | Tomasz Sokołowski I    |  |     |
| OB               |  | Tomasz Jarzębowski     |  |     |
| OB               |  | Rafał Siadaczka        |  |     |
| OB               |  | Jacek Zieliński        |  |     |
| PO               |  | Tomasz Mazurkiewicz    |  |     |
| PO               |  | Dariusz Solnica        |  | 63' |
| PO               |  | Jacek Bednarz          |  | 81' |
| PO               |  | Adam Majewski          |  |     |
| NA               |  | Sylwester Czereszewski |  |     |
| NA               |  | Marcin Mięciel         |  |     |
| Zmiany:          |  |                        |  |     |
| OB               |  | Paweł Skrzypek         |  | 63' |
| PO               |  | Tomasz Cymerman        |  | 81' |
| Trener:          |  |                        |  |     |
| Franciszek Smuda |  |                        |  |     |

| Polonia Warszawa: |  |                    |              |     |
|                   |  |                    |              |     |
| BR                |  | Mariusz Liberda    |              |     |
| OB                |  | Arkadiusz Kaliszan |              |     |
| OB                |  | Mariusz Pawlak     | Żółta kartka |     |
| OB                |  | Piotr Dziewicki    |              | 57' |
| PO                |  | Igor Gołaszewski   |              |     |
| PO                |  | Emmanuel Ekwueme   |              |     |
| PO                |  | Tomasz Wieszczycki |              | 57' |
| PO                |  | Arkadiusz Bąk      | Żółta kartka |     |
| PO                |  | Jacek Dąbrowski    |              |     |
| NA                |  | Maciej Bykowski    |              |     |
| NA                |  | Emmanuel Olisadebe |              | 72' |
| Zmiany:           |  |                    |              |     |
| OB                |  | Mariusz Malinowski | Żółta kartka | 57' |
| OB                |  | Przemysław Boldt   |              | 57' |
| NA                |  | Tomasz Moskal      |              | 72' |
| Trener:           |  |                    |              |     |
| Dariusz Wdowczyk  |  |                    |              |     |

| Puchar Ligi Polskiej 1999/2000 Zwycięzcy |
| ---------------------------------------- |
| Polonia Warszawa 1. Tytuł                |

## Po meczu
Mecz zakończył się wygraną Polonii Warszawa, która tym samym zdobyła pierwsze trofeum w sezonie 1999/2000. 20 maja 2000 roku Legia Warszawa na Stadionie Wojska Polskiego w Warszawie zmierzyła się w 28. kolejce I ligi 1999/2000 z Polonią Warszawa. Mecz zakończył się wygraną drużyny Polonii Warszawa 0:3, dzięki czemu drużyna Czarnych Koszul zapewniła sobie pierwsze od sezonu 1946 mistrzostwo Polski.